# Ösmo
58°59′3.6420″N 17°53′50.694″Ø / 58.984345000°N 17.89741500°Ø
Ösmo er en svensk by, beliggende i Nynäshamns kommune i Stockholms län i landskapet Södermanland. I år 2010 havde byen en befolkning på 3.911 indbyggere og et areal på 2,19 km2. 
Ösmo ligger cirka ti kilometer nordvest for Nynäshamn.
I Ösmo er der servicetilbud i form af skoler, børnehaver, bibliotek, svømmehal, idrætspladser og et center med butikker, restauranter og bank. Indbyggerne i Ösmo er overvejende pendlere, og arbejder primært i Nynäshamn, Södertälje og Stockholm.
Der blev tidligt etableret bosættelser i Ösmo, der er blandt andet gjort fund fra stenalderen, helleristninger og  adskillige runesten. Ösmo omtaltes i skriftlige dokumenter allerede i 1281, da under navnet Øzmo.
Indtil 1974 var Ösmo administrationscenter i den tidligere Ösmo kommune. I 1974 oprettede man Nynäshamns kommune ved at sammenlægge Ösmo kommune, Sorunda kommune og byen Nynäshamn. 
Ösmo har en station på Stockholms pendlertognet, på enkeltsporlinjen Västerhaninge-Nynäshamn. 